# Benetton B193
O B193/B193B é o modelo da Benetton na temporada de 1993 da Fórmula 1.
Condutores do B193: Michael Schumacher e Riccardo Patrese até o GP do Brasil e conduziram o B193B a partir da Europa.
Essa foi a última vez que a Benetton estampou em suas carenagens a marca de cigarros Camel da empresa norte-americana R. J. Reynolds Tobacco Company.

## Resultados[2][3]
(legenda) (em itálico indica volta mais rápida)
| Ano  | Chassi | Motor        | Pneus | N° | Pilotos            | 1   | 2   | 3   | 4   | 5   | 6   | 7   | 8   | 9   | 10  | 11  | 12  | 13  | 14  | 15  | 16  | Pontos | Posição |  |
| ---- | ------ | ------------ | ----- | -- | ------------------ | --- | --- | --- | --- | --- | --- | --- | --- | --- | --- | --- | --- | --- | --- | --- | --- | ------ | ------- |  |
|      |        |              |       |    |                    |     |     |     |     |     |     |     |     |     |     |     |     |     |     |     |     |        |         |  |
|      |        |              |       |    |                    | RSA | BRA | EUR | SMR | ESP | MON | CAN | FRA | GBR | GER | HUN | BEL | ITA | POR | JPN | AUS |        |         |  |
| 1993 | B193   | Ford HBA7 V8 | G     | 5  | Michael Schumacher | Ret | 3   |     |     |     |     |     |     |     |     |     |     |     |     |     |     | 72     | 3°      |  |
| 1993 | B193B  | Ford HBA7 V8 | G     | 5  | Michael Schumacher |     |     | Ret | 3   | 3   | Ret | 2   | 3   | 2   | 2   | Ret | 2   | Ret | 1   | Ret | Ret | 72     | 3°      |  |
| 1993 | B193   | Ford HBA7 V8 | G     | 6  | Riccardo Patrese   | Ret | Ret |     |     |     |     |     |     |     |     |     |     |     |     |     |     | 72     | 3°      |  |
| 1993 | B193B  | Ford HBA7 V8 | G     | 6  | Riccardo Patrese   |     |     | 5   | Ret | 4   | Ret | Ret | 10  | 3   | 5   | 2   | 6   | 5   | 16† | Ret | 8†  | 72     | 3°      |  |

† Completou mais de 90% da distância da corrida.